# Trattato dell'Oregon
Il trattato con il Regno Unito riguardo ai confini occidentali delle Montagne Rocciose (noto anche come trattato dell'Oregon o trattato di Washington) è un accordo bilaterale fra Regno Unito di Gran Bretagna e Irlanda e Stati Uniti d'America del 1846 che stabilisce il 49º parallelo Nord come confine tra Stati Uniti d'America e Canada britannico, dalle Montagne Rocciose allo Stretto di Juan de Fuca.
Il trattato pose fine a 28 anni di dispute territoriali fra i britannici e gli statunitensi, questi ultimi avevano acquisito le rivendicazioni sul Territorio dell'Oregon nel 1818 dalla Spagna. La stipula del trattato portò Canada e Stati Uniti d'America ad avere il confine attuale posto sul 49º parallelo Nord; il confine assegnò circa metà del territorio dell'Oregon agli Stati Uniti d'America e l'altra metà al Regno Unito, con l'acquisizione del territorio gli Stati Uniti d'America poterono avere lo sbocco diretto sull'Oceano Pacifico.